# Acanthoplistus birmanus
Acanthoplistus birmanus là một loài côn trùng thuộc họ Dế mèn. Tên khoa học của loài này lần đầu tiên được Saussure công bố hợp lệ năm 1877.